# 黎文樹
黎文樹（1908年5月30日—？），今越南河南省府里市人，越南共和國法律人物，原越南共和國最高法院副總檢察長。

## 生平
1908年5月30日，黎文樹出生於法屬印度支那東京保護國河南省府里市社。:782
1932年，黎文樹在法國蒙彼利埃大學獲得哲學和法學執業學位。:782
1950年至1954年，黎文樹擔任河內法－越上訴法庭民事部門和河內法－越刑事法庭主席。:7821955年至1956年，出任越南共和國司法部祕書長。:7821956年，擔任西貢上訴法庭副首席主席，1956年至1959年，擔任首席主席。:7821959年至1968年，擔任翻案法庭副首席主席。:7821969年後，擔任法律研究中心刑事部門主管，以及越南共和國最高法院副總檢察長。:782

## 其他工作
1965年，出任在日本東京召開的亞洲司法會議越南代表團團長。:782
1961年至1963年間爲裁判官高級會議成員。1961年至1966年間爲法典編纂委員會成員。:782

## 個人生活
根據1974年出版的《越南名人錄》，黎文樹信奉儒學，已婚，有八個子女。:782

## 榮譽

### 國內勳章
- 功勳獎章[註 1][1]:783
- 一等司法佩星（1958年）[1]:783